# Manuel Feijóo Aragón
Manuel Feijóo Aragón (Madrid, Espanya, 27 de juny de 1977) és un actor madrileny. Va néixer en una família d'artistes, ja que pertany a la saga dels Aragón. És net del pallasso Miliki, i la seva mare és Rita Irasema. Per aquest motiu, Manuel es va criar ja en el món de la interpretació. De fet, amb tan sols 6 mesos d'edat va aparèixer ja al programa "Los payasos de la tele".

## Filmografia

### Cinema
- El sótano (1998, curtmetratge)
- No te fallaré (2001)
- Imago (2004, curtmetratge)
- Para que no me olvides (2005)
- Pobre juventud (2006)
- Hipótesis (2011)

### Televisió
- La merienda (1990)
- Superguay (1991)
- La guardería (1993)
- Compañeros (1998-2002)
- Tres son multitud (2003)
- El pasado es mañana (2005)
- Estudio 1 (2006)
- Cuenta atrás (2008)
- Plaza de España (2011)
- Magic Hands (2014)